# Eugeniusz Ratajczyk
Eugeniusz Ratajczyk (ur. 9 sierpnia 1933 w Piotrkowie Kujawskim) – profesor nauk technicznych inżynier, profesor zwyczajny Politechniki Warszawskiej i Wyższej Szkoły Ekologii i Zarządzania w Warszawie, specjalista w zakresie metrologii technicznej.

## Życiorys
W 1957 ukończył studia na Politechnice Warszawskiej. W 1965 uzyskał stopień naukowy doktora, w 1970 został mianowany docentem. W 1986 otrzymał tytuł naukowy profesora nauk technicznych. Został profesorem zwyczajnym na macierzystej uczelni. Objął również stanowisko profesora zwyczajnego
Wyższej Szkoły Ekologii i Zarządzania w Warszawie (Wydział Inżynierii i Zarządzania).
W latach 1973–1975 oraz 1996–2002 pełnił funkcję dziekana Wydziału Mechatroniki Politechniki Warszawskiej (w latach 70. i 80. jednostka ta nosiła nazwę Wydział Mechaniki Precyzyjnej). Był przewodniczącym i został honorowym przewodniczącym Komitetu Metrologii i Aparatury Naukowej Polskiej Akademii Nauk.
Był odznaczony Srebrnym (1972) i Złotym (1978) Krzyżem Zasługi, Krzyżem Kawalerskim Orderu Odrodzenia Polski (1985). W 2001 został odznaczony Krzyżem Oficerskim Orderu Odrodzenia Polski (M.P. z 2001, nr 43, poz. 688).
20 czerwca 2008 na Wydziale Mechatroniki Politechniki Warszawskiej odbyły się uroczystości jubileuszu 50 lat jego pracy i 75. rocznicy urodzin.